# Ocean (singel TVXQ)
OCEAN – trzydziesty siódmy singel południowokoreańskiego zespołu TVXQ, wydany w Japonii 12 czerwca 2013 roku przez Avex Trax. Został wydany w trzech edycjach: regularnej CD, limitowanej CD+DVD oraz „Bigeast”. Osiągnął 2 pozycję w rankingu Oricon i pozostał na liście przez 10 tygodni, sprzedał się w nakładzie 159 163 egzemplarzy w Japonii. Singel zdobył status złotej płyty.

## Lista utworów

### CD
| CD | CD                           | CD                          | CD                                                                         | CD                                                                         | CD      |
| Nr | Tytuł utworu                 | Tekst                       | Kompozycja                                                                 | Aranżacja                                                                  | Długość |
| -- | ---------------------------- | --------------------------- | -------------------------------------------------------------------------- | -------------------------------------------------------------------------- | ------- |
| 1. | „OCEAN”                      | H.U.B.                      | Shinjirō Inoue                                                             | Shinjirō Inoue                                                             | 5:15    |
| 2. | „Wedding Dress”              | H.U.B., Shirose (White Jam) | Shirose (White Jam), DJ first (White Jam Beatz), Shimada (White Jam Beatz) | Shirose (White Jam), DJ first (White Jam Beatz), Shimada (White Jam Beatz) | 4:27    |
| 3. | „OCEAN -Rising Starr Remix-” | H.U.B.                      | Shinjirō Inoue                                                             | Shinjirō Inoue                                                             | 4:54    |
| 4. | „OCEAN” (Less Vocal)         |                             | Shinjirō Inoue                                                             | Shinjirō Inoue                                                             | 5:14    |
| 5. | „Wedding Dress” (Less Vocal) |                             | Shirose (White Jam), DJ first (White Jam Beatz), Shimada (White Jam Beatz) | Shirose (White Jam), DJ first (White Jam Beatz), Shimada (White Jam Beatz) | 4:27    |

### CD+DVD
| CD | CD                           | CD                          | CD                                                                         | CD                                                                         | CD      |
| Nr | Tytuł utworu                 | Tekst                       | Kompozycja                                                                 | Aranżacja                                                                  | Długość |
| -- | ---------------------------- | --------------------------- | -------------------------------------------------------------------------- | -------------------------------------------------------------------------- | ------- |
| 1. | „OCEAN”                      | H.U.B.                      | Shinjirō Inoue                                                             | Shinjirō Inoue                                                             | 5:15    |
| 2. | „Wedding Dress”              | H.U.B., Shirose (White Jam) | Shirose (White Jam), DJ first (White Jam Beatz), Shimada (White Jam Beatz) | Shirose (White Jam), DJ first (White Jam Beatz), Shimada (White Jam Beatz) | 4:27    |
| 3. | „OCEAN” (Less Vocal)         |                             | Shinjirō Inoue                                                             | Shinjirō Inoue                                                             | 5:14    |
| 4. | „Wedding Dress” (Less Vocal) |                             | Shirose (White Jam), DJ first (White Jam Beatz), Shimada (White Jam Beatz) | Shirose (White Jam), DJ first (White Jam Beatz), Shimada (White Jam Beatz) | 4:27    |

| DVD | DVD                                   | DVD     |
| Nr  | Tytuł utworu                          | Długość |
| --- | ------------------------------------- | ------- |
| 1.  | „OCEAN” (Video Clip)                  |         |
| 2.  | „OCEAN (Video Clip) - Off Shot Movie” |         |

## Notowania
| Lista                             | Pozycja |
| --------------------------------- | ------- |
| Oricon Weekly Singles Chart       | 2       |
| Oricon Yearly Singles Chart       | 40      |
| Billboard Japan Hot 100           | 2       |
| Billboard Japan Top Singles Sales | 2       |